# Teresa Werner (Sängerin)

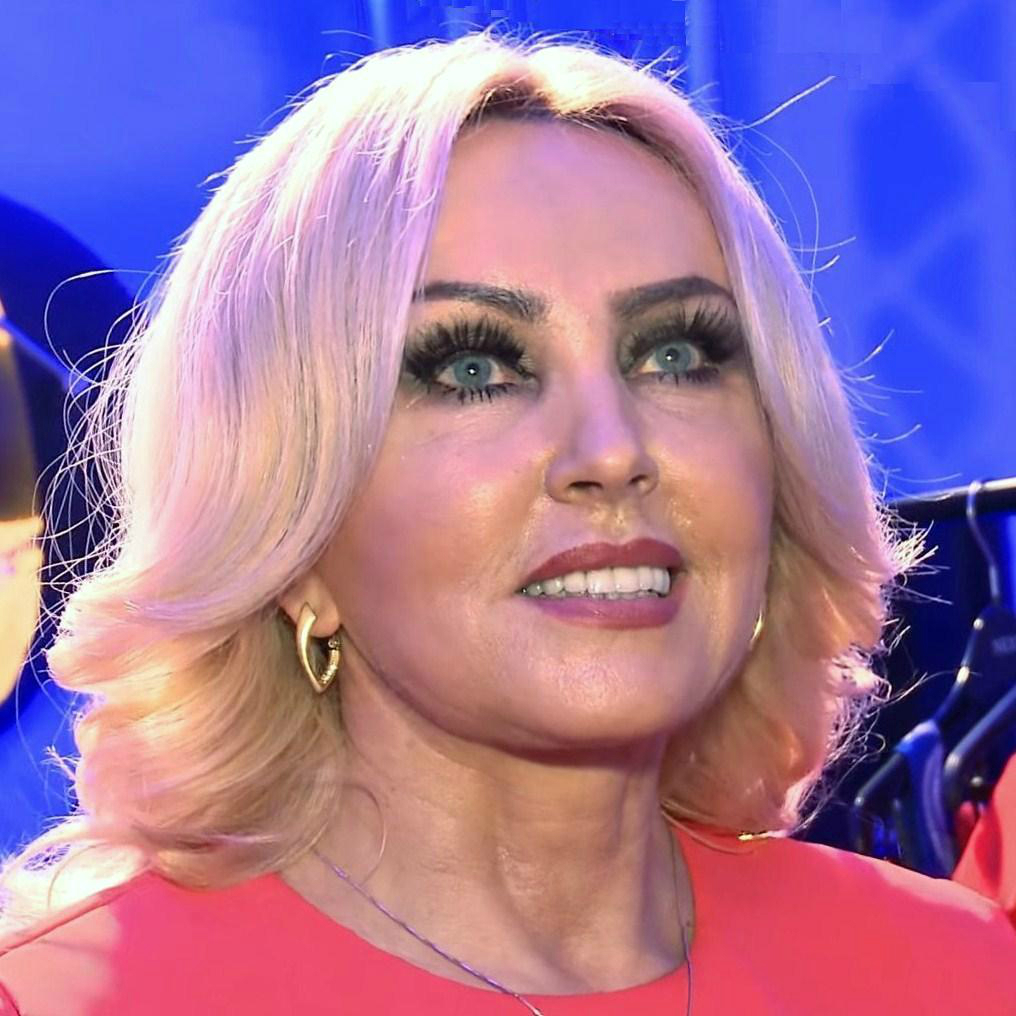
Teresa Werner (2016)

Teresa Werner (* etwa 1958 in Nakło Śląskie bei Tarnowskie Góry, Polen) ist eine polnische Sängerin.

## Leben
Sie debütierte im Alter von 16 Jahren im Tanz- und Gesangsensemble Śląsk und war über 40 Jahre hinweg als Künstlerin aktiv. Als Solistin war sie in den Vereinigten Staaten in der Carnegie Hall und am Broadway sowie in Japan und China. 1991 vertrat sie Śląsk beim Folk Song Festival in Südafrika und belegte den ersten Platz.
2011 begann sie mit Veröffentlichung der Single Miłość jest piękna im „Wydawnictwo Muzyczne ESKA“ in Zabrze eine Solokarriere. Kurz darauf erschien das erste Musikalbum Spełnić marzenia. Dieses erreichte Platin-Status.
Im Juli 2013 wurde ihr ein Ehrendoktortitel verliehen. Im selben Jahr wurde ihr die Auszeichnung für Verdienste um die polnische Kultur verliehen.
Der Manager von Teresa Werner ist Krzysztof Szwed.

## Diskografie
- 2012: Spełnić marzenia (CD) (PL: Platin)[6]
- 2013: Teresa Werner prezentuje – Vol. 1 (CD)
- 2013: Moja historia (DVD)
- 2013: Złoty Koncert (DVD)
- 2014: Szczęśliwe chwile (CD)
- 2015: Najpiękniejsze Kolędy śpiewa Teresa Werner (CD)
- 2017: Miłość to nie zabawa (CD)

## Musikvideos
- 2011: Miłość jest piękna (Autor: Mateusz Adamski)
- 2011: Spełnić marzenia (Autor: Mateusz Adamski)
- 2012: Dałabym Ci dała (Autor: Mateusz Adamski)
- 2012: Tu non llores mi querida (im Duett mit Goran Karan, Autor: Sylwia Trytko, Jacek Trytko)
- 2012: Trzeba zacząć żyć (Autor: Sylwia Trytko, Jacek Trytko)
- 2012: Dwa słowa miłości (Autor: Sylwia Trytko, Jacek Trytko)
- 2012: Zawsze razem (Autor: Sylwia Trytko, Jacek Trytko)
- 2012: Bionda bella bionda (Autor: Sylwia Trytko, Jacek Trytko)
- 2012: Kochany czekam tu (Autor: Sylwia Trytko, Jacek Trytko)
- 2012: Cudowne chwile (Autor: Sylwia Trytko, Jacek Trytko)
- 2012: Gdy śliczna Panna (Autor: Grzegorz Lis)
- 2012: Takni me (Duett mit Goran Karan, Autor: Sylwia Trytko, Jacek Trytko)
- 2013: Kocham swoje morze (Sylwia Trytko, Jacek Trytko)
- 2013: Już mi minęło szesnaście latek
- 2013: Powiadają, żem jest ładna
- 2014: Szczęśliwi we dwoje (Autor: Sylwia Trytko, Jacek Trytko)
- 2014: Čuvaj mi ga Bože (Autor: Mateusz Adamski)[7]
- 2014: Lulajże Jezuniu
- 2015: Tylko Ty (Autor: Mateusz Adamski)[8]
- 2015: Gdy brak miłości (Duett mit Goran Karan, Autor: Mateusz Adamski)
- 2015: Żegnaj ukochany (Autor: Mateusz Adamski)

## Preise und Auszeichnungen
- 2011: Wykonawca Roku 2011 Lista Śląskich Szlagierów (LŚS) Fernsehsender TVS
- 2012: Wykonawca Roku 2012 LŚS Telewizji TVS
- 2012: Przebój Roku 2012 LŚS Telewizji TVS za utwór „Dałabym Ci dała”
- 2013: Złota Płyta za album „Spełnić marzenia” przyznana przez ZPAV
- 2013: Ehrendoktorwürde
- 2013: Auszeichnung für Verdiente um die polnische Kultur
- 2013: Wykonawca Roku 2013 LŚS Telewizji TVS
- 2013: Przebój Roku 2013 LŚS Telewizji TVS za utwór „Kocham swoje morze”
- 2014: Wykonawca Roku 2014 LŚS Telewizji TVS[9]